# Emil Väre
Emil Väre (n. 28 septembrie 1885, Kärkölä, Marele Principat al Finlandei, Imperiul Rus – d. 31 ianuarie 1974, Kärkölä, Häme Province⁠(d), Finlanda) a fost un luptător ce a reprezentat Finlanda, medaliat olimpic. A participat la 2 ediții ale Jocurilor Olimpice (1912, 1920) în care a câștigat două medalii de aur.